# Sri-lankische Cricket-Nationalmannschaft gegen Pakistan in der Saison 1988/89
Die Tour der sri-lankischen Cricket-Nationalmannschaft gegen Pakistan in der Saison 1988/89, auch als Sharjah Cup 1989 bezeichnet, fand vom 23. bis zum 24. März 1989 statt. Die internationale Cricket-Tour war Bestandteil der Internationalen Cricket-Saison 1988/89 und umfasste fünf ODIs. Pakistan gewann die Serie 2–0.

## Vorgeschichte
Pakistan spielte zuvor eine Tour in Neuseeland, Sri Lanka beim Asia Cup 1988.
Das letzte Aufeinandertreffen der beiden Mannschaften bei einer Tour fand in der Saison 1985/86 in Sri Lanka statt.

## Stadion
Das folgende Stadion wurde für die Tour als Austragungsort vorgesehen.
| Stadion                             | Stadt   | Kapazität | Spiele      |
| ----------------------------------- | ------- | --------- | ----------- |
| Sharjah Cricket Association Stadium | Sharjah | 27.000    | 1. & 2. ODI |

## Kaderlisten
Die folgenden Kader wurden von den Mannschaften benannt.
| ODI | ODI |
| Pakistan | Sri Lanka |
| --- | --- |
| - Aamer Malik - Aaqib Javed - Abdul Razzaq - Ijaz Ahmed - Imran Khan - Mushtaq Ahmed - Rameez Raja - Saleem Malik - Saleem Jaffar - Saleem Yousuf - Shoaib Mohammad - Tauseef Ahmed | - DSBP Kuruppu - Graeme Labrooy - Roshan Mahanama - Chaminda Mendis - Arjuna Ranatunga - Rumesh Ratnayake - Rumesh Ratnayeke - Athula Samarasekera - Hashan Tillakaratne - Kapila Wijegunawardene - Aravinda de Silva - Asoka de Silva |

## One-Day Internationals

### Erstes ODI in Sharjah
| 23. März Scorecard | Sharjah | Pakistan 237-8 (50)          | – | Sri Lanka 207 (48.4) |
|                    |         | Pakistan gewinnt mit 30 Runs |   |                      |

### Zweites ODI in Sharjah
| 24. März Scorecard | Sharjah | Sri Lanka 244-8 (50)           | – | Pakistan 248-3 (47.5) |
|                    |         | Pakistan gewinnt mit 7 Wickets |   |                       |